# Urbi et orbi

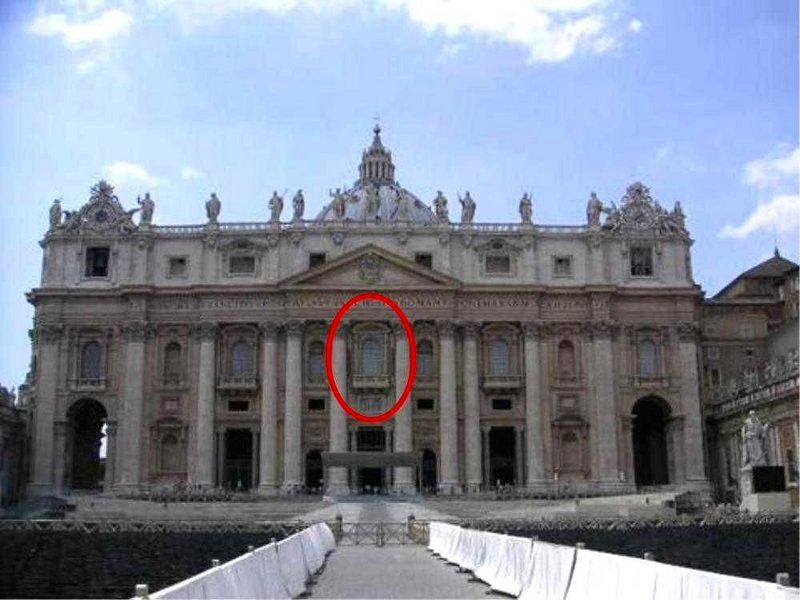
Fassade des Petersdoms mit der Benediktionsloggia, von der der Papst üblicherweise den Segen Urbi et Orbi spendet

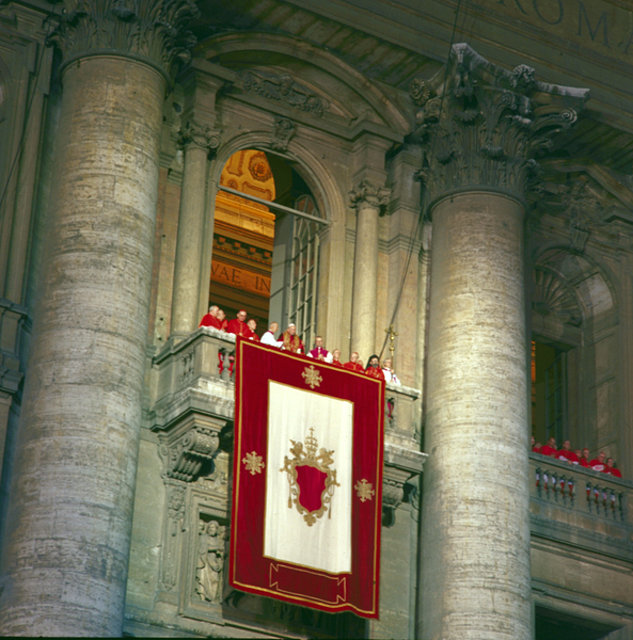
Papst Johannes Paul II. am Abend des 16. Oktober 1978 nach seiner Verkündigung durch Pericle Felici und der Segensspendung von Urbi et Orbi.

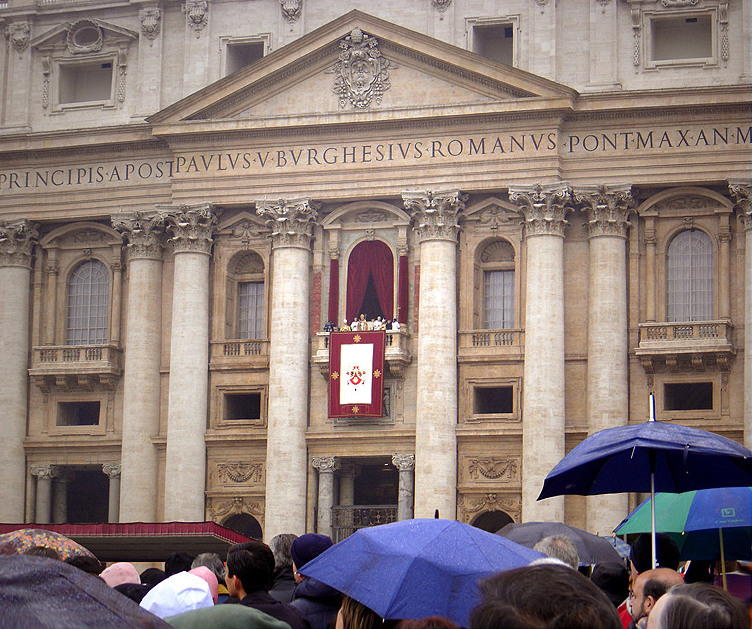
Papst Benedikt XVI. spendet den Segen Urbi et orbi zu Weihnachten 2005.

Unter Urbi et orbi (lateinisch ‚der Stadt (Rom) und dem Erdkreis‘) oder Benedictio coram populo (lateinisch ‚Segen vor dem Volk‘) versteht man den apostolischen Segen des Papstes, den dieser in besonders feierlicher Form am Ostersonntag, am Weihnachtstag und unmittelbar nach seinem ersten öffentlichen Auftreten als neugewählter Papst erteilt. Sprachlich handelt es sich bei der Bezeichnung Urbi et orbi um ein Wortspiel (Paronomasie) und ein Homoioteleuton.

## Begriff
Der Begriff entwickelte sich aus dem alten römischen Reichsbewusstsein. Er soll die Tatsache ausdrücken, dass der Papst sowohl Bischof von Rom (urbi = Dativform zu urbs = Stadt) als auch Oberhaupt der katholischen Kirche ist. Das griechische Wort für katholisch, καθολικός, bedeutet allumfassend. Somit wird sozusagen die ganze Welt (orbi = Dativform zu orbis = Erdkreis) umfasst.
Die Formel findet sich entsprechend häufiger im Sprachgebrauch der katholischen Kirche, etwa in der Inschrift an der Lateranbasilika, nach der diese Kirche omnium urbis et orbis ecclesiarum mater et caput ist: Mutter und Haupt aller Kirchen der Stadt und des Erdkreises.
Das Ritual des päpstlichen Segens Urbi et orbi entwickelte sich im 13. Jahrhundert. Sein Gebrauch geht wohl auf die Investitur des neuen Papstes mit den Worten investio te de Papatu Romano, ut praesis urbi et orbi („Ich bekleide dich mit der römischen Papstwürde, auf dass du der Stadt und dem Erdkreise vorstehest“) zurück, die Wendung selbst findet sich bereits bei Ovid: gentibus est aliis tellus data limine certo: / Romanae spatium est urbis et orbis idem. („Andere Völker haben ein Gebiet mit festen Grenzen: Nur bei dem römischen deckt sich die Stadt mit dem Erdkreis“, Fasti II, 684).

## Die Spendung des Segens

### Der Ort der Spendung

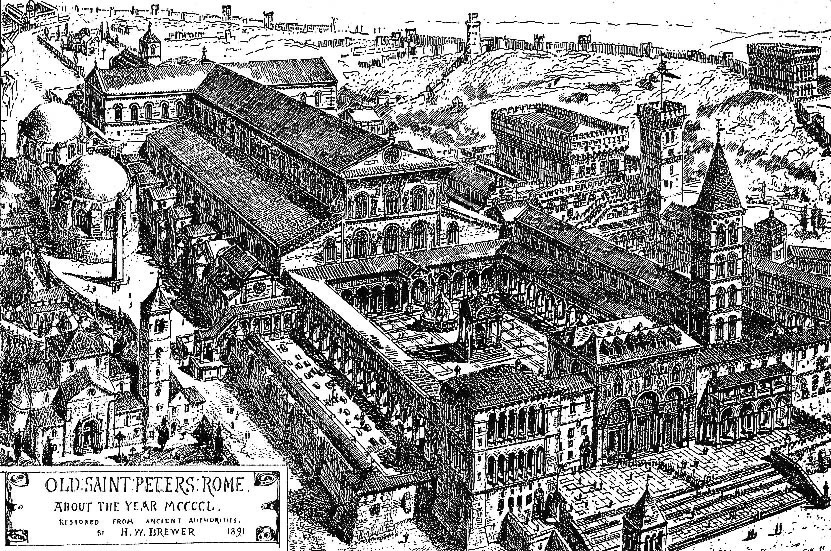
Zeichnung der konstantinischen Basilika über dem Grab des heiligen Petrus. Die Darstellung zeigt die Bausubstanz nach 1483 und vor 1506, rechts vom Portal zum Vorhof (Atrium) der Basilika ist die Segensloggia erkennbar.

Mit Beginn des Pontifikats von Papst Bonifaz VIII. wurde der Segen von der Nord-Loggia der Lateranbasilika aus gespendet. Anlässlich des Heiligen Jahres 1300, bei dem bis zu eine Million Pilger nach Rom kamen, spendete dieser den Segen mit der im Zuge des Investiturstreits auf zwei Kronen erweiterten Tiara auf dem Haupt. Den Segen von der Nord-Loggia der päpstlichen Bischofskirche aus zu spenden war ein Gedanke, der aus der damals in Rom gängigen Messordnung übernommen wurde: So wie das Evangelium während der Messe an der Nordseite des Hochaltares verlesen wurde, um das „Licht des Wortes“ symbolisch in der Himmelsrichtung leuchten zu lassen, in der die Sonne untertägig niemals scheint, so sollte auch der Segen des Papstes Licht in die Dunkelheiten des Lebens der einzelnen Pilger bringen und den Beistand durch Gott und die Kirche untermauern. So befand sich auch neben der mittelalterlichen Petersbasilika eine Benediktionsloggia, um die Spendung dieses Segens an die vor der Basilika versammelten Pilger zu ermöglichen. Analoge Einrichtungen finden sich in anderen päpstlichen Basiliken Roms.
Der Segen wird heute gewöhnlich von der Loggia über den Portalen des Petersdoms erteilt, weswegen diese Aula auch Benediktionsloggia genannt wird. Der Segen ist nicht der Schlusssegen der in der Regel vorausgegangenen heiligen Messe, sondern ein eigener Ritus mit einer speziellen Segensformel. Die fortschreitende gesundheitliche Beeinträchtigung Johannes Pauls II. führte dazu, dass in den letzten Jahren seines Amtes abweichend von der Tradition der Segen direkt nach der Messe vom Altar aus erteilt wurde. Seit der Wahl Papst Benedikts XVI. wird der Segen wieder von der Benediktionsloggia erteilt.
Im Zeitraum vom Untergang des Kirchenstaats 1870 bis zur Wahl von Papst Pius XI. (1922) war es üblich – anstatt von der Außenloggia zum Petersplatz und der Stadt – den Segen von einer Innenloggia aus in den Petersdom hinein zu spenden, als Zeichen des Protests gegen die Annexion des Kirchenstaats durch das Königreich Italien und als Ausdruck für die damals so verstandene „Gefangenschaft“ des Papstes im Vatikan.

### Die Form des Segens
Der Segen Urbi et orbi wird in dieser Form und mit dieser Bezeichnung nur vom Papst gespendet. Bei bestimmten Anlässen kann der Segen auch von Kardinälen und Bischöfen in seinem Auftrag erteilt werden.
Gewöhnlich wird der Segen als Handsegen gespendet, doch machte Papst Franziskus im März 2020 im Zuge der Corona-Pandemie davon eine Ausnahme.
Der Segen kann auch ohne das Segensgebet gültig und erlaubt gespendet werden und ist damit einer Spendung mit Segensformel gleichgestellt.

### Verständnis des Segens
Mit dem Segen Urbi et orbi ist nach katholischer Lehre allen, die ihn hören oder sehen und des guten Willens sind, unter den gewöhnlichen Bedingungen ein vollkommener Ablass ihrer Sündenstrafen gewährt. War früher für diesen Empfang die physische Anwesenheit des Empfängers auf dem Platz bzw. in Sichtweite des Spenders notwendig, so kann nach dem auch vorher schon vorhandenen umfassenden Verständnis (orbi) der Segen seit 1967 auch über Radio, seit 1985 über das Fernsehen und seit 1995 auch über das Internet gültig empfangen werden.

### Außerordentliche Spendungen
Bis zum Untergang des Kirchenstaates 1870 kam es immer wieder zu außerordentlichen Spendungen des Segens, um möglichst vielen Pilgern einen vollkommenen Ablass zu ermöglichen. Dazu dienten Festtage im Laufe des Jahreskreises, wie beispielsweise der Gründonnerstag, aber auch Patrozinien an römischen Orts- und Hauptkirchen, wie z. B. das an der Erzbasilika Sankt Paul vor den Mauern am 29. Juni. Deshalb finden sich u. a. an allen sieben Hauptkirchen Roms heute noch entsprechende Segensloggien.
Außerplanmäßig wurde der Segen in der jüngeren Geschichte erstmals wieder am 27. März 2020, dem Freitag, der 4. Fastenwoche, anlässlich der weltweiten COVID-19-Pandemie durch Papst Franziskus erteilt. Als zweiter Papst in der zweitausendjährigen Geschichte der katholischen Kirche nach Johannes Paul II., der aufgrund eines Luftröhrenschnittes ab März 2005 nicht mehr sprechen konnte, spendete er dabei den Segen ohne Segensformel. Und als erster Papst der Kirchengeschichte erteilte er dabei den eucharistischen Segen mit dem Allerheiligsten in der Monstranz statt des üblichen Handsegens vor einem aus Gründen des Infektionsschutzes erstmals menschenleeren Petersplatz nach einer Andacht mit Aussetzung. Zu diesem Anlass waren auch das Pestkreuz aus der Kirche San Marcello und die Marienikone Salus populi Romani aus der Kirche Santa Maria Maggiore in den Vatikan gebracht worden.

## Segenshandlung
Ankündigung des mit dem Empfang des Segens verbundenen Ablasses durch den Kardinalprotodiakon, den Kardinalprotosubdiakon oder durch einen Erzpriester einer römischen Hauptkirche:
| Italienisch Il Santo Padre N. concede l’indulgenza plenaria, nella forma stabilita dalla Chiesa, a tutti coloro che ricevono la sua benedizione, sia attraverso le diverse tecnologie di comunicazione, sia unendosi, anche solo spiritualmente e con il desiderio, al presente rito. Preghiamo Dio onnipotente perché conservi a lungo il Papa a guida della Chiesa, e conceda pace e unità alla Chiesa in tutto il mondo. | Deutsch Der Heilige Vater N. gewährt all jenen, die seinen Segen durch die verschiedenen Kommunikationsmittel oder durch den Wunsch um geistige Verbindung mit der gegenwärtigen Zeremonie empfangen, einen vollkommenen Ablass nach den von der Kirche vorgeschriebenen Regeln. Bitten wir den allmächtigen Gott, dass er den Papst lange als Führer der Kirche erhalte und der Kirche auf der ganzen Welt Frieden und Einheit gebe. |
| Latein ℣. Sancti Apostoli Petrus et Paulus: de quorum potestate et auctoritate confidimus: ipsi intercedant pro nobis ad Dominum. ℟. Amen. ℣. Precibus et meritis beatae Mariae semper Virginis, beati Michaëlis Archangeli, beati Ioannis Baptistae, et sanctorum Apostolorum Petri et Pauli et omnium Sanctorum. Misereatur vestri omnipotens Deus; et dimissis omnibus peccatis vestris, perducat vos Iesus Christus ad vitam aeternam. ℟. Amen. ℣. Indulgentiam, absolutionem et remissionem omnium peccatorum vestrorum, spatium verae et fructuosae poenitentiae, cor semper poenitens, et emendationem vitae, gratiam et consolationem Sancti Spiritus; et finalem perseverantiam in bonis operibus tribuat vobis omnipotens et misericors Dominus. ℟. Amen. ℣. Et benedictio Dei omnipotentis, Pa ☩ tris, et Fi ☩ lii, et Spiritus ☩ Sancti descendat super vos, et maneat semper. ℟. Amen. | Deutsch ℣. Die heiligen Apostel Petrus und Paulus, auf deren Machtfülle und Autorität wir vertrauen, sie selbst mögen beim Herrn für uns Fürsprache halten. ℟. Amen. ℣. Aufgrund der Fürsprache und der Verdienste der seligen immerwährenden Jungfrau Maria, des seligen Erzengels Michael, des seligen Johannes des Täufers und der heiligen Apostel Petrus und Paulus sowie aller Heiligen erbarme sich eurer der allmächtige Gott; und nachdem er alle eure Sünden vergeben hat, führe euch Jesus Christus zum ewigen Leben. ℟. Amen. ℣. Der allmächtige und barmherzige Herr gewähre euch Nachlass, Vergebung und Verzeihung all eurer Sünden, einen Zeitraum echter und fruchtbarer Reue, ein allzeit bußfertiges Herz und Besserung des Lebens, die Gnade und die Tröstung des Heiligen Geistes und die endgültige Ausdauer in den guten Werken. ℟. Amen. ℣. Und der Segen des allmächtigen Gottes, des Va ☩ ters und des Soh ☩ nes und des Heiligen ☩ Geistes, komme auf euch herab und bleibe bei euch allezeit. ℟. Amen. |